# Ауэрсвальд, Бернхард
Бе́рнхард А́уэрсвальд (нем. Bernhard Auerswald, 1818—1870) — немецкий миколог и лихенолог.

## Биография
Родился 19 марта 1818 года в Линце (ныне — в составе Шёнфельда) близ Гросенхайна. Учился в Мейсене, в 1839 году переехал в Лейпциг для обучения медицине в Лейпцигском университете, однако вскоре решил обучаться педагогической деятельности. Посещая лекции Густава Кунце, Ауэрсвальд заинтересовался изучением ботаники.
Ауэрсвальд длительное время преподавал в школах в Лейпциге. Регулярно проводил экскурсии, собирая образцы грибов, растений, насекомых, моллюсков.
В последние годы страдал туберкулёзом лёгких, 1869 год проводил в Тироли. 30 июня 1870 года скончался.
Ауэрсвальд принимал участие в написании разделов, посвящённых дискомицетам и пиреномицетам в Mycologia Europaea Л. Рабенхорста.

## Некоторые научные работы
- Ботанические беседы / Б. Ауэрсвальд и Э. А. Россмесслер; Пер. акад. А. Н. Бекетова. — 3-е изд., испр. и обновленное переводчиком. — Москва: тип. т-ва И. Д. Сытина, 1898. — XII, 419 с., 399 ил., 50 л. цв. ил.
- Auerswald B., Rossmässler E. A. Botanische Unterhaltungen. — Leipzig, 1858. — 511 p.
- Auerswald B. Anleitung zum rationellen Botanisiren. — Leipzig, 1860. — 102 p.

## Роды и виды грибов, названные в честь Б. Ауэрсвальда
- Auerswaldia Rabenh., 1857 — Melampsora Castagne, 1843
- Auerswaldia Sacc., 1883, nom. illeg.
- Auerswaldiella Theiss. & Syd., 1914